# Calomicrus carbunculus
Calomicrus carbunculus is een keversoort uit de familie bladkevers (Chrysomelidae). De wetenschappelijke naam van de soort werd in 1949 gepubliceerd door Paul de Peyerimhoff de Fontenelle.